# Дилиан Уайт
Дилиан Уайт (роден на 11 април 1988 година) е британски спортист от ямайски произход, известен предимно като професионален боксьор, временен световен шампион на WBC в тежка категория след успеха над Оскар Ривас.
Държал е сребърната WBC титла в тежка категория от 2017 г. до 2019 г. и интернационалната WBO титла в тежка категория от 2018 г. до 2019 г., а преди това международната сребърна WBC титла и Британската титла в тежка категория от 2016 г. до 2017 г. Той е и бивш шампион по кикбокс, след като е държал британската BIKMA титла в супер тежка категория и европейската K1 титла. Уайт също се е състезавал професионално в смесените бойни изкуства.

## Ранен живот
Родом е от град Порт Антонио, център на окръг Портланд, Ямайка. През 1990-те години, на 12-годишна възраст, се премества със семейството си, включително и брат си Дийн, във Великобритания. Неговият дядо по бащина линия е ирландец на име Патрик Уайт, който емигрира в Ямайка от Дъблин, Ирландия.
Уайт говори за влиянието на боксовия му опит, който е имал в по-ранния си живот, като заявява: „Не съм направил много в училище, ако трябва да съм честен, но боксът ме спаси и ми промени живота. И това беше добре, защото знаех, че това е най-добрият ми шанс в живота.“

## Кикбоксова кариера
Първоначално Уайт е професионален кикбоксьор, става двукратен британски шампион по кикбокс в тежка категория (като печели британската BIKMA титла в супер тежка категория) и еднократен европейски K1 шампион, докато е класиран #1 във Великобритания в продължение на 5 години в своята категория от 95 кг+, завършва кикбоксовия си рекорд в K-1 от 20 – 1, преди да премине към MМА.
Кикбоксови квалификации
- Побеждава Линдън Ноулс ( Великобритания)
- Побеждава Арунас Андриускевичиус ( Литва)
- Побеждава Даниел Сам ( Великобритания) СР-3
- Губи от Крис Ноулс ( Великобритания) – решаващ рунд за Ноулс, за да стане новия Болка & Слава британски K1 шампион в супер тежка категория СР-4
- Побеждава Уил Рива ( Великобритания) – печели британската WPKL титла в тежка категория KO-3
- Побеждава Крис Ноулс ( Великобритания) ПТС / по точки
- Побеждава Клиф Парис ( Великобритания) ПТС / по точки
- Побеждава Крис Куупър ( Великобритания)
- Побеждава Клив Алисън ( Великобритания)
- Побеждава Адам Харт ( Великобритания)

## Смесени бойни изкуства
Уайт прави професионалния си MMA дебют на 6 декември 2008 г. в Ultimate Challenge MMA, при Джеймс Максуини срещу Нийл Грув, където побеждава Марк Страуд с изключително разрушителен ляв прав удар само за 12 секунди след началото на рунда; в крайна сметка печели чрез нокаут в Трокси.

## Боксови титли и успехи
- временна WBC тежка категория: световен шампион (1 път, настоящ)
- сребърна WBC тежка категория: шампион (1 път)
- международна сребърна WBC тежка категория: шампион (1 път)
- британска тежка категория: шампион (1 път)
- британска BIKMA супер тежка категория: шампион (1 път)
- британска K1 тежка категория Болка & Слава: шампион (1 път)
- европейски K1 тежка категория: шампион (1 път)
- британска WPKL тежка категория: шампион (1 път)